# Scott Silver
Pour les articles homonymes, voir Silver.
Scott Silver est un scénariste et réalisateur américain né en 1964 à Worcester (Massachusetts).

## Filmographie

### Scénariste
- 1996 : Johns
- 1999 : Mod Squad
- 2002 : 8 Mile de Curtis Hanson
- 2010 : Fighter de David O. Russell
- 2016 : The Finest Hours de Craig Gillespie
- 2019 : Joker de Todd Phillips
- 2024 : Joker : Folie à deux de Todd Phillips

### Réalisateur
- 1996 : Johns
- 1999 : Mod Squad

### Producteur
- 1997 : The House of Yes de Mark Waters

## Distinctions

### Nominations
pour Fighter
- Oscars du cinéma 2011 : Oscar du meilleur scénario original
- BAFTA 2011 : BAFA du meilleur scénario original
- Writers Guild of America Awards 2011 : Meilleur scénario original

pour Joker
- Oscars 2020 : Meilleur scénario adapté
- BAFTA 2020 : Meilleur scénario adapté
- Critics' Choice Movie Awards 2020 : Meilleur scénario adapté
- Writers Guild of America Awards 2020 : Meilleur scénario adapté